# Pietà con le tre Marie
La Pietà con le tre Marie è un dipinto di Annibale Carracci, conservato presso la National Gallery di Londra.

## Storia
Benché si tratti di una delle opere attualmente più note ed apprezzate di Annibale Carracci le fonti antiche tacciono su questo dipinto. 
La notizia più risalente che si possiede su questa Pietà, infatti, è del 1684 ed attesta la presenza della tela in Francia, nelle mani del marchese di Seignelay, possessore di una notevole collezione di dipinti, in cui figuravano anche altre opere di Annibale. Non è chiaro se il marchese abbia acquistato il quadro direttamente in Italia, dove aveva fatto il consueto grand tour, ovvero se l'opera fosse già approdata sul mercato antiquario francese e lì fatta propria dal Seignelay.
Di seguito la Pietà con le tre Marie entrò nelle raccolte di Filippo II d'Orléans, che nel Palais-Royal aveva allestito una delle principali quadrerie d'Europa.  Le raccolte del duca vennero smembrate durante la Rivoluzione francese e in gran parte acquistate da collezionisti inglesi, sorte che toccò anche a quest'opera del Carracci. Approdata così in Inghilterra, la Pietà venne infine donata, nel 1913, alla National Gallery di Londra, sua sede attuale.

## Descrizione e stile

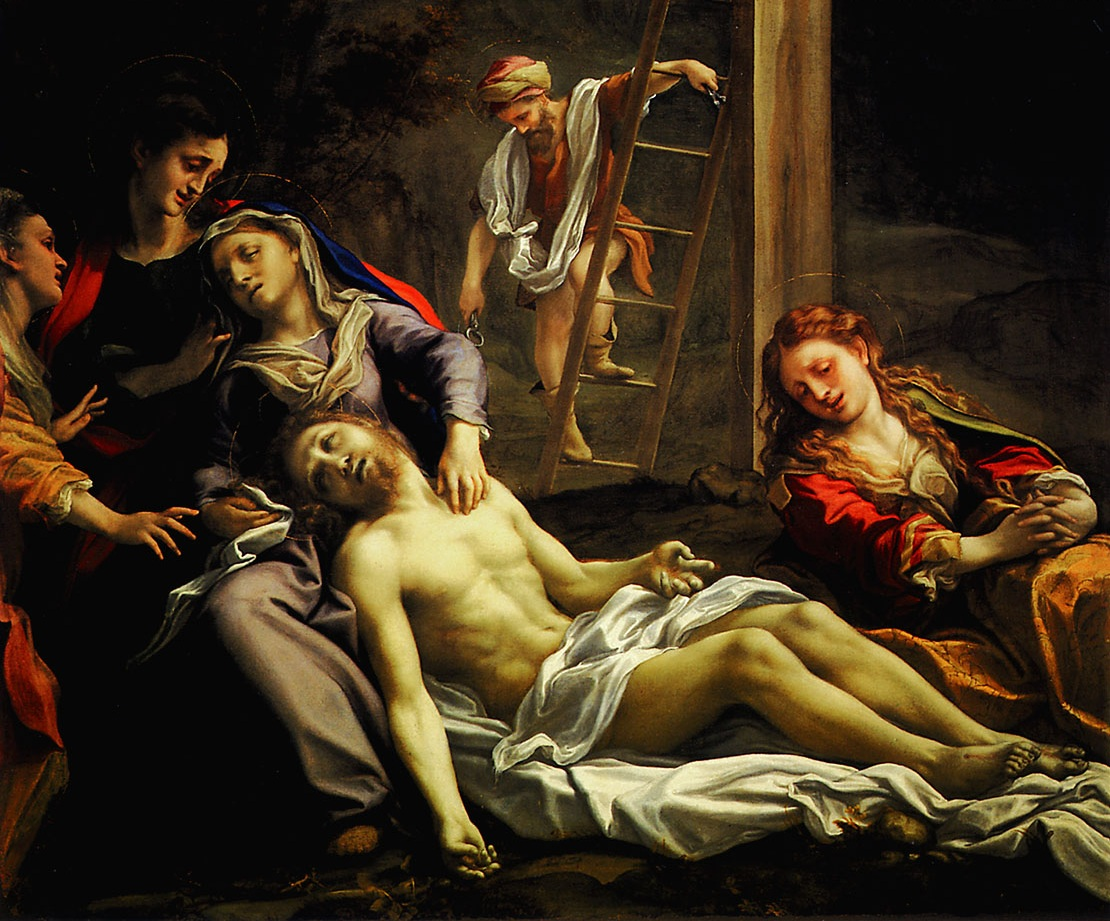
Antonio Allegri, Compianto Del Bono, 1524 circa, Galleria nazionale di Parma

La Pietà con le tre Marie è una delle ultime prove di Annibale su un tema, quello della morte di Cristo, tante volte affrontato – in dipinti ed incisioni  – dal più noto dei Carracci nel corso della sua vicenda artistica.
Anche in questo caso, probabilmente, Annibale ha tratto ispirazione dal Compianto Del Bono di Correggio,  opera che, sin dalla Pietà di Parma eseguita per la Chiesa dei Cappuccini nel 1585, fu per lui  un fondamentale punto di riferimento.
È stato osservato, inoltre, che nella Pietà con le tre Marie si coglie anche una singolare vicinanza con un'opera di Luca Signorelli, conservata ora nel Museo di Glasgow, ma un tempo a Siena, dove potrebbe essere stata vista da Annibale, posto che, come riferisce Giulio Mancini, egli visitò la città e ne studiò le insigni opere d'arte custoditevi.
La tela di Annibale sembra riprendere da questi modelli la costruzione ascendente, disposta lungo una diagonale, del gruppo in primo piano, che parte dal corpo sdraiato di Cristo morto poggiato sul grembo della Vergine a sua volta sostenuta da una delle Marie. Una seconda diagonale è costituita dalla disperata Maddalena e dalla terza Maria, quasi avvolta dal buio.
Lo sgomento delle tre Marie crea un efficace contrapposto con il corpo esanime di Cristo e l'inerzia della Vergine svenuta.
Il dramma si svolge davanti al sepolcro ove Gesù sta per essere inumato, di cui si intravede la lastra tombale sulla destra della tela. Il tutto è raffigurato contro un fondo neutro dai toni bruni, interrotto solo da un brano di paesaggio nell'angolo superiore sinistro. Scelta che esalta i bellissimi colori delle vesti delle donne, tra i quali spicca il manto giallo raffinatamente decorato della Maddalena.

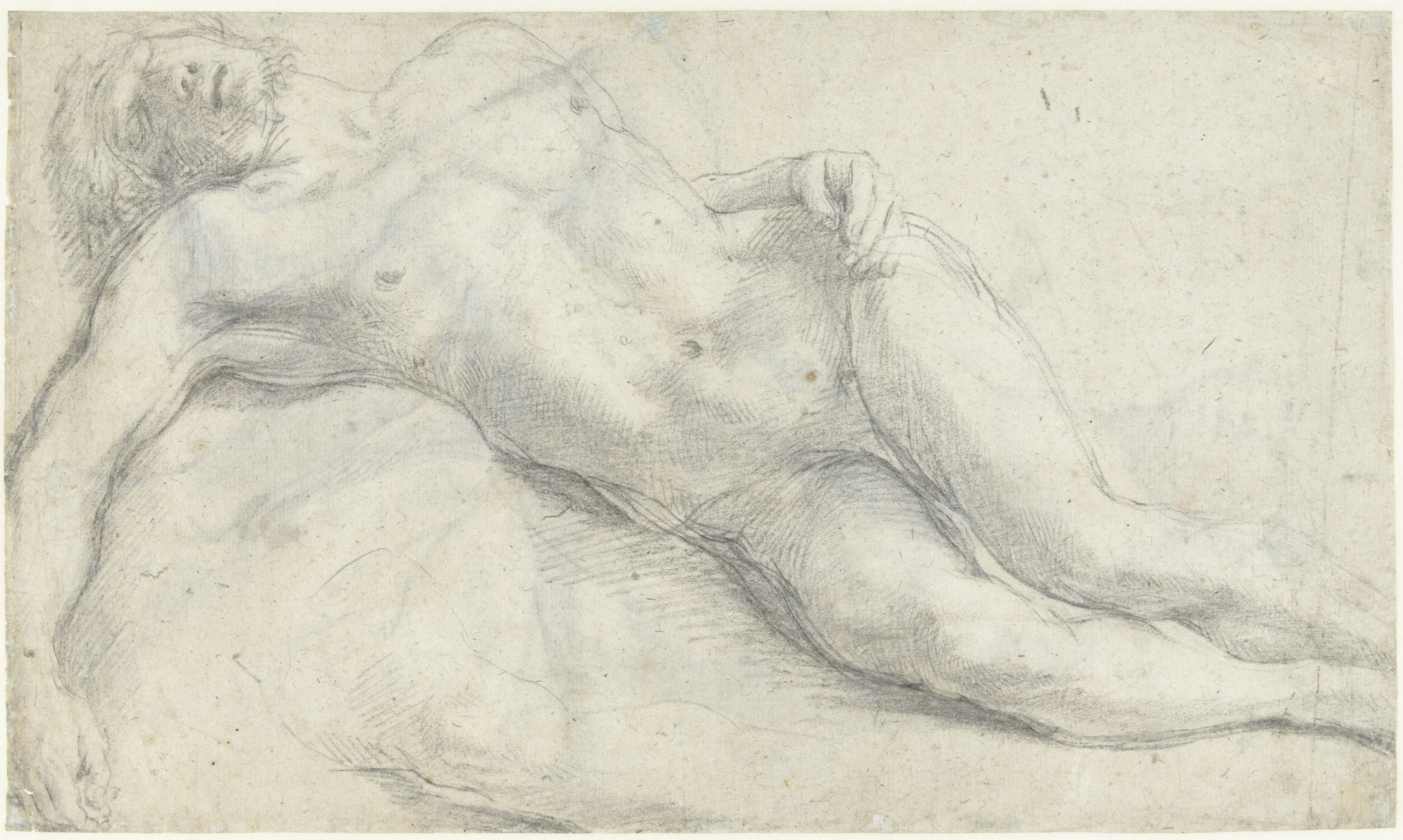
Lo studio del Rijksmuseum

Per ragioni stilistiche il dipinto è collocato sul finire della carriera del maestro bolognese, anche se l'altissimo livello esecutivo ha suggerito alla critica maggioritaria una datazione in ogni caso antecedente all'insorgere dell'infermità di Annibale (documentata dal 1605). La tela è quindi prevalentemente datata intorno al 1604. Va segnalata tuttavia la rilevante eccezione di Donald Posner, storico dell'arte statunitense tra i maggiori studiosi di Annibale Carracci, che posticipa il dipinto al 1606.
Dato il silenzio delle fonti sono ignote sia la committenza che la destinazione dell'opera, anche se il formato e la forte carica emozionale che pervade la tela consentono di ipotizzare che fosse destinata alla devozione privata.
Del dipinto ci è giunto anche un disegno preparatorio della figura di Cristo, conservato presso il Rijksmuseum di Amsterdam.

## Altre immagini
Il dipinto del Signorelli:

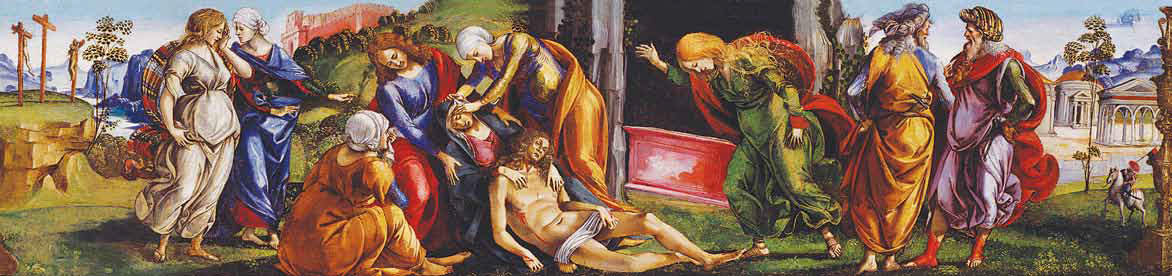
Luca Signorelli, Compianto, 1488-1490, Glasgow Museum